# Вулиця Підлісна (Львів)
Ву́лиця Підлі́сна — вулиця в Залізничному районі Львова на Левандівці. З'єднує вулиці Повітряну та Широку, проходить паралельно до Потебні та Ловецької. З парного боку від Підлісної відходять вулиці Івана Сірка та Потебні. Вулиця має ґрунтове покриття без хідників, однак на невеликих ділянках на початку і наприкінці вулиця асфальтована і має хідники.

## Історія та забудова
У 1931 році вулиця була названа Рея на честь польського письменника епохи Відродження Миколая Рея, який кілька років навчався у Львові. 1933 року була перейменована на Підлісну, з того часу назва не змінювалася. Забудова: одноповерховий конструктивізм 1930-х років, одно- та двоповерхова житлова забудова 2000-х років..

## Галерея

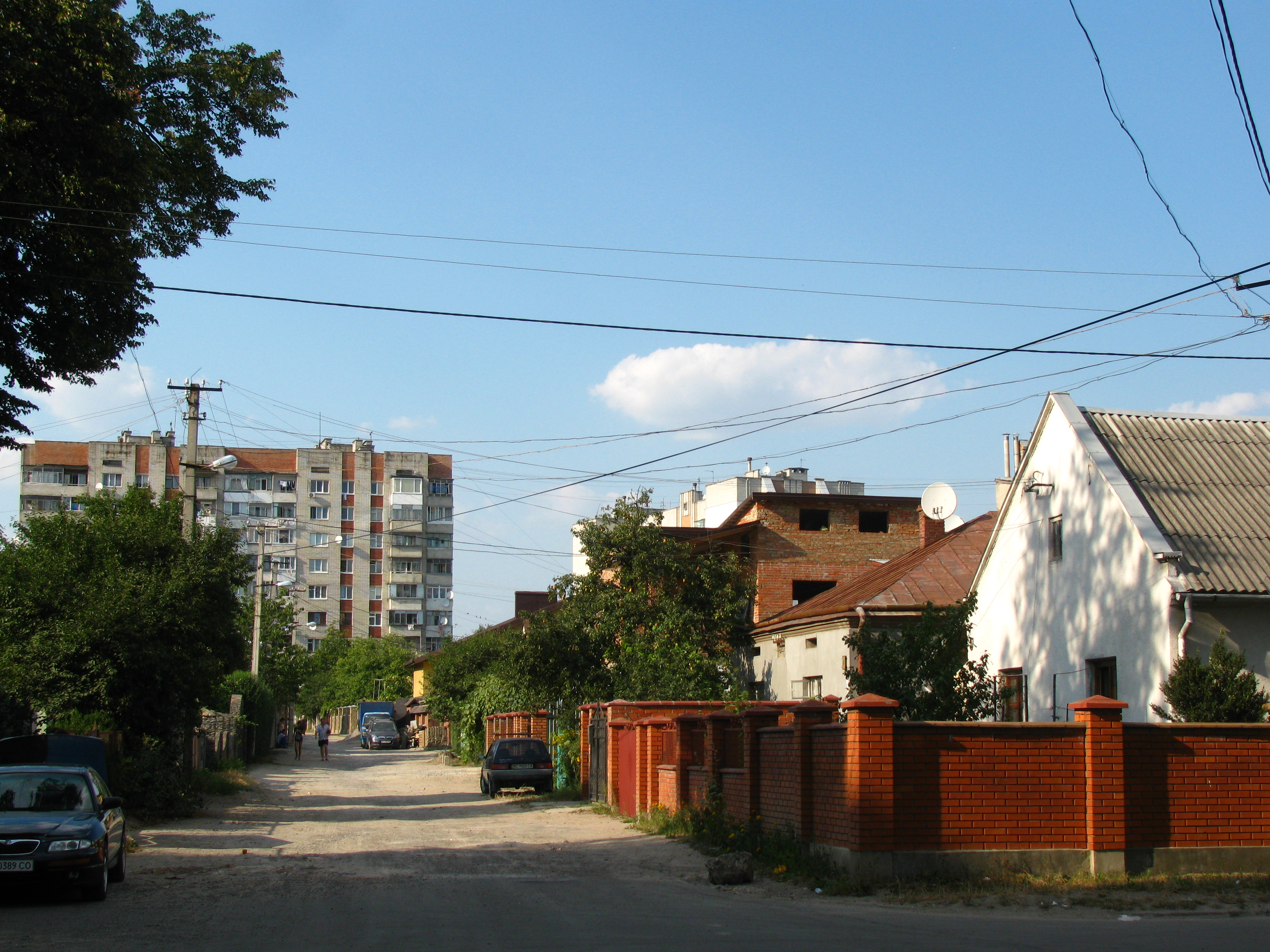
Кінець вулиці (2013)